# Baeckea
Baeckea es un género de arbustos de la familia Myrtaceae con 75 especies. Se encuentran en Australia, Nueva Caledonia y sureste de Asia con la mayoría de las especies distribuidas en Australia.

## Especies
- Baeckea affinis
- Baeckea africana
- Baeckea alpina
- Baeckea ambigua
- Baeckea arbuscula
- Baeckea astarteoides
- Baeckea astartioides
- Baeckea baileyana
- Baeckea behrii
- Baeckea blacketii
- Baeckea blackettii
- Baeckea brevifolia
- Baeckea calycina
- Baeckea camphorata
- Baeckea camphorosmae
- Baeckea capitata
- Baeckea cardata
- Baeckea carnosa
- Baeckea carnosula
- Baeckea carnulosa
- Baeckea chinensis
- Baeckea ciliata
- Baeckea citriodora
- Baeckea clavifolia
- Baeckea cochinchinensis
- Baeckea corymbulosa
- Baeckea corynophylla
- Baeckea crassifolia
- Baeckea crenatifolia
- Baeckea crenulata
- Baeckea crispiflora
- Baeckea cryptandroides
- Baeckea cumingeana
- Baeckea cunninghamii
- Baeckea decipiens
- Baeckea densifolia
- Baeckea denticulata
- Baeckea diffusa
- Baeckea dimorphandra
- Baeckea diosmifolia
- Baeckea diosmoides
- Baeckea drummondii
- Baeckea eatoniana
- Baeckea elderiana
- Baeckea ericaea
- Baeckea ericoides
- Baeckea exserta
- Baeckea fascicularis
- Baeckea fasciculata
- Baeckea floribunda
- Baeckea frutescens
- Baeckea fumana
- Baeckea gracilis
- Baeckea grandibracteata
- Baeckea grandiflora
- Baeckea grandis
- Baeckea gunniana
- Baeckea imbricata
- Baeckea intratropica
- Baeckea involucrata
- Baeckea jucunda
- Baeckea kandos
- Baeckea lancifolia
- Baeckea latens
- Baeckea latifolia
- Baeckea laurifolia
- Baeckea laxiflora
- Baeckea le-ratii
- Baeckea leptantha
- Baeckea leptocalyx
- Baeckea leptocaulis
- Baeckea leptophylla
- Baeckea leptospermoides
- Baeckea linearis
- Baeckea linifolia
- Baeckea maideni
- Baeckea maidenii
- Baeckea micrantha
- Baeckea microphylla
- Baeckea minutifolia
- Baeckea muricata
- Baeckea neglecta
- Baeckea nelitrioides
- Baeckea nova-anglica
- Baeckea obovata
- Baeckea obtusifolia
- Baeckea ochropetala
- Baeckea oligandra
- Baeckea oligomera
- Baeckea omissa
- Baeckea ovalifolia
- Baeckea oxycoccoides
- Baeckea pachyphylla
- Baeckea parviflora
- Baeckea parvula
- Baeckea pentagonantha
- Baeckea pentandra
- Baeckea phylicoides
- Baeckea pinifolia
- Baeckea platycephala
- Baeckea platystemona
- Baeckea plicata
- Baeckea polyandra
- Baeckea polystemonea
- Baeckea preissiana
- Baeckea procera
- Baeckea prostrata
- Baeckea pulchella
- Baeckea pygmaea
- Baeckea racemosa
- Baeckea ramosissima
- Baeckea robusta
- Baeckea saxicola
- Baeckea scholleraefolia
- Baeckea schollerifolia
- Baeckea serpillifolia
- Baeckea serpyllifolia
- Baeckea sinensis
- Baeckea spathulata
- Baeckea spatulata
- Baeckea speciosa
- Baeckea spinosa
- Baeckea squarrulosa
- Baeckea staminosa
- Baeckea stenophylla
- Baeckea stowardii
- Baeckea subcuneata
- Baeckea sumatrana
- Baeckea taxifolia
- Baeckea tenuifolia
- Baeckea tenuiramea
- Baeckea teretifolia
- Baeckea tetragona
- Baeckea thymifolia
- Baeckea thymoides
- Baeckea thyrsiflora
- Baeckea thyrsophara
- Baeckea trapeza
- Baeckea trichophylla
- Baeckea tuberculata
- Baeckea uberiflora
- Baeckea umbellata
- Baeckea umbellifera
- Baeckea uncinella
- Baeckea unicinella
- Baeckea utilis
- Baeckea virgata

## Sinonimia
- Tjongina Adans., Fam. Pl. 2: 611 (1763).
- Jungia Gaertn., Fruct. Sem. Pl. 1: 175 (1788), nom. illeg.
- Mollia J.F.Gmel., Syst. Nat.: 420 (1791), nom. illeg.
- Imbricaria Sm., Trans. Linn. Soc. London 3: 257 (1797), nom. illeg.
- Neuhofia Stokes, Bot. Mat. Med. 1: 439 (1812).
- Allostis Raf., Sylva Tellur.: 104 (1838).
- Murrinea Raf., Sylva Tellur.: 104 (1838).
- Schidiomyrtus Schauer, Linnaea 17: 237 (1843).
- Drosodendron M.Roem., Fam. Nat. Syn. Monogr. 1: 140 (1846).
- Ericomyrtus Turcz., Bull. Soc. Imp. Naturalistes Moscou 20(1): 154 (1847).
- Anticoryne Turcz., Bull. Cl. Phys.-Math. Acad. Imp. Sci. Saint-Pétersbourg 10: 332 (1852).
- Tetraspora Miq., Ned. Kruidk. Arch. 4: 150 (1856).[2]